# Dyscia galactaria
Dyscia galactaria är en fjärilsart som beskrevs av Turati 1934. Dyscia galactaria ingår i släktet Dyscia och familjen mätare. Inga underarter finns listade i Catalogue of Life.